# Sri Agung (Batang Asam)
Sri Agung is een bestuurslaag in het regentschap Tanjung Jabung Barat van de provincie Jambi, Indonesië. Sri Agung telt 4808 inwoners (volkstelling 2010).